# جمعية كشافة كرواتيا
جمعية كشافة كرواتيا هي المنظمة الكشفية الوطنية في كرواتيا. وتعتبر كجزء من يوغسلافيا، كانت كرواتيا أحد الأعضاء المؤسسين للمنظمة العالمية للحركة الكشفية من عام 1922 إلى عام 1948. ومستقلة، وكانت كرواتيا عضوا في المنظمة العالمية منذ عام 1993. وشارك في العديد من الأنشطة التعليمية ولديها 3827 عضو اعتبارا من عام 2011.

## روابط خارجية
- الموقع الرسمي
- جمعية كشافة كرواتيا